# Listrognathus ecarinatus
Listrognathus ecarinatus är en stekelart som beskrevs av Henry Keith Townes, Jr. 1970. Listrognathus ecarinatus ingår i släktet Listrognathus och familjen brokparasitsteklar. Inga underarter finns listade i Catalogue of Life.